# غنيمون
رُجْرُج أو الغنيمون أو الجنتوم (الاسم العلمي: Gnetum) هو جنس من النباتات يتبع الفصيلة الجنتوية من رتبة الجنتويات.

## قائمة أنواع الغنيمون
يوجد عدة أنواع من جنس الغنيمون:
- غنيمون أفريقي
- غنيمون جبلي
- غنيمون جميل
- غنيمون حاد الثمار
- غنيمون حارق
- غنيمون حقلي
- غنيمون رقيق الأوراق
- غنيمون شجري
- غنيمون صغير
- غنيمون صغير الأوراق
- غنيمون صغير الثمار
- غنيمون عاري الأزهار
- غنيمون عثكولي
- غنيمون عريض الأوراق
- غنيمون عملاق
- غنيمون كافاليري
- غنيمون كبير السنابل
- غنيمون كروي
- غنيمون متدلي
- غنيمون متطاول
- غنيمون مدبب
- غنيمون مستدق الطرف
- غنيمون مضلع
- غنيمون معرق
- غنيمون منقبض
- غنيمون مهمل
- غنيمون هش الساق
- غنيمون هيناني
- (الاسم العلمي:Gnetum bosavicum)
- (الاسم العلمي:Gnetum buchholzianum)
- (الاسم العلمي:Gnetum catasphaericum)
- (الاسم العلمي:Gnetum gnemon)
- (الاسم العلمي:Gnetum gnemonoides)
- (الاسم العلمي:Gnetum klossii)
- (الاسم العلمي:Gnetum leptostachyum)
- (الاسم العلمي:Gnetum leyboldii)
- (الاسم العلمي:Gnetum loerzingii)
- (الاسم العلمي:Gnetum luofuense)
- (الاسم العلمي:Gnetum raya)
- (الاسم العلمي:Gnetum ridleyi)
- (الاسم العلمي:Gnetum schwackeanum)
- (الاسم العلمي:Gnetum ula)